# سیارک ۸۵۷۴
سیارک ۸۵۷۴ (به انگلیسی: 8574 Makotoirie، نامگذاری:1996VC2) هشت هزار و پانصد و هفتاد و چهارمین سیارک کشف شده‌است که در ۶ نوامبر ۱۹۹۶ کشف شد.
قدر مطلق سیارک برابر ۱۵.۵ است.